# Coloburiscus humeralis
Coloburiscus humeralis is een haft uit de familie Coloburiscidae. De wetenschappelijke naam van de soort is voor het eerst geldig gepubliceerd in 1853 door Walker.
De soort komt voor in het Australaziatisch gebied.